# Said Bahaji
Said Bahaji (en árabe : سعيد بحجي , también transcrito como Saeed Bahaji , también conocido como Zuhayr al-Maghribi , [3] nacido el 15 de julio de 1975 en Haselünne , Baja Sajonia ), era ciudadano de Alemania , ingeniero eléctrico y presunto miembro de la célula de Hamburgo que proporcionó dinero y apoyo material a los autores de los Atentados del 11 de septiembre de 2001 . En cartas a sus familiares negó en 2002 haber sabido de los ataques terroristas del 11 de septiembre.
Se dice que ha estado viviendo bajo el nombre de Abu Zuhair en la zona fronteriza entre Pakistán y Afganistán durante varios años y ha sido herido en la lucha contra las tropas estadounidenses, y a día de hoy padece cojera.